# New Palace Yard
New Palace Yard è una piazza situata a nord-est del Palazzo di Westminster, a Westminster, nella città di Londra.
New Palace Yard è situata a nord-est del Palazzo di Westminster, a est del Big Ben, e a nord di Westminster Hall, la stanza più longeva del Palazzo di Westminster.
Un'entrata da Parliament Square permette ai veicoli di accedere a un parcheggio sotterraneo di cinque piani con spazi per 450 auto per il Palazzo di Westminster. Il parcheggio non è accessibile al pubblico.
New Palace Yard è stato anche il luogo dove i prigionieri venivano sottoposti alla gogna. Una vittima di questo strumento è stato il presbitero Titus Oates.